# Neurogomphus vicinus
Neurogomphus vicinus är en trollsländeart som beskrevs av Henri Schouteden 1934. Neurogomphus vicinus ingår i släktet Neurogomphus och familjen flodtrollsländor. IUCN kategoriserar arten globalt som otillräckligt studerad. Inga underarter finns listade i Catalogue of Life.